# Fagranäs

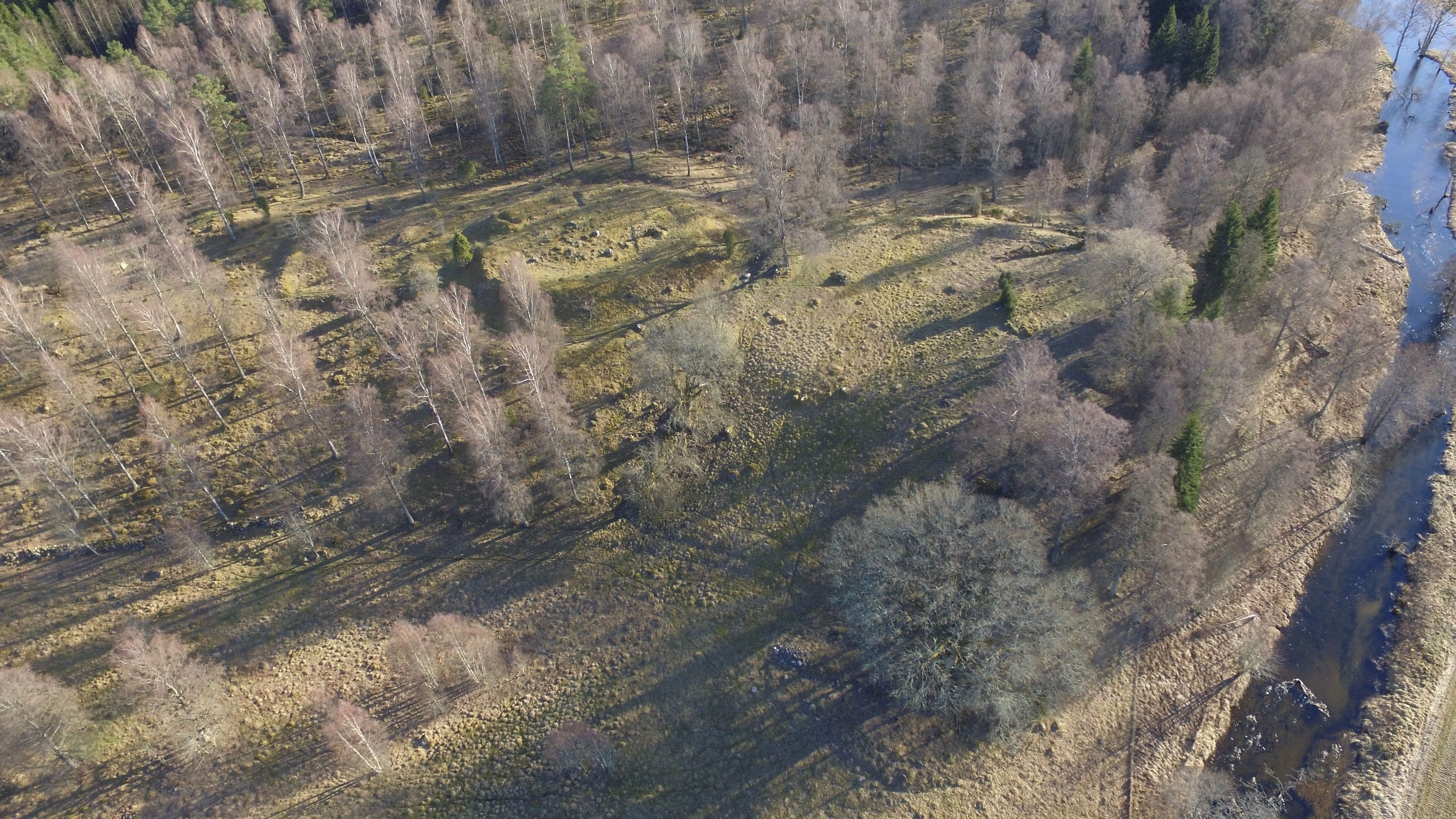
Borgruinen Södra Ving 39 sedd från norr.

Fagranäs är en borg i Södra Vings socken, som nämns i källmaterial under första halvan av 1300-talet, sista gången 1350. Borgen ägdes då av riddaren, lagmannen och riksrådet Gustaf Tunasson (Vingätten).

## Läge
Borgen Fagranäs har inte med säkerhet lokaliserats geografiskt, men den borganläggning som arkeologer pekar ut som den troligaste platsen, är en fornlämning några hundra meter söder om sjön Mogden, en dryg halvmil väster om Ulricehamn i Västergötland. Denna fornlämning, Södra Ving 39:1, är en medeltida borganläggning av den i Sverige ovanliga typen motteborg (engelska: Motte-and-bailey). Det vill säga en konstgjord kulle (Motte) med en centralbyggnad, omgiven av lägre områden med ekonomibyggnader (Bailey), allt inneslutet av försvarsvallar och diken. Borgtypen var vanlig i centrala Europa under tidig medeltid. Fagranäs ligger på en moränhöjd i nordväst-sydostlig riktning omedelbart öster om Viskan, cirka 500 meter ifrån de tydliga lämningarna av borgen Vädersholm. Denna senare anläggning nämns tidigast 1378 och aldrig samtidigt som det äldre Fagranäs.

### Medeltida borgruinen Fagranäs

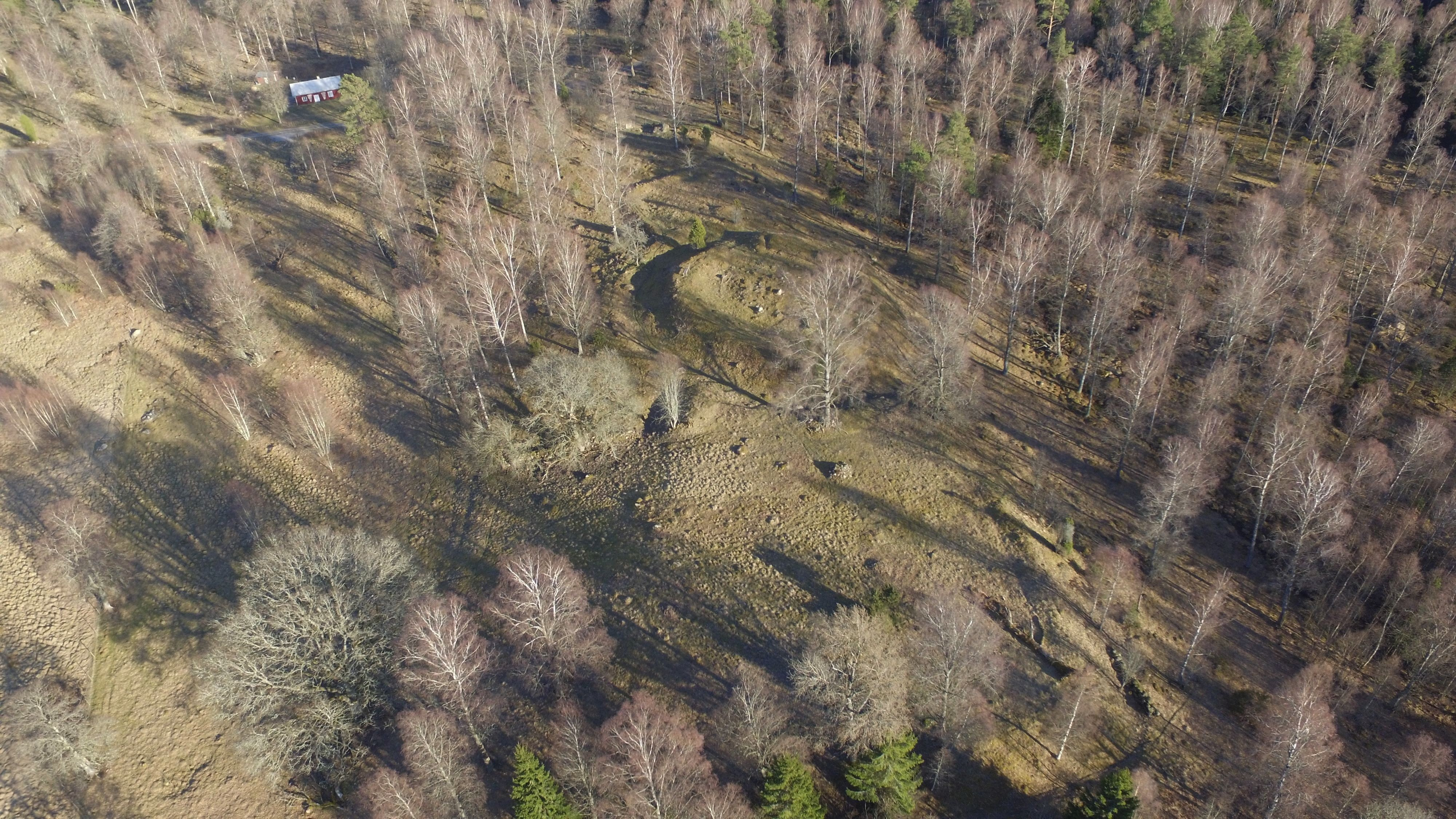
Foto från nordväst, utefter åsryggen.
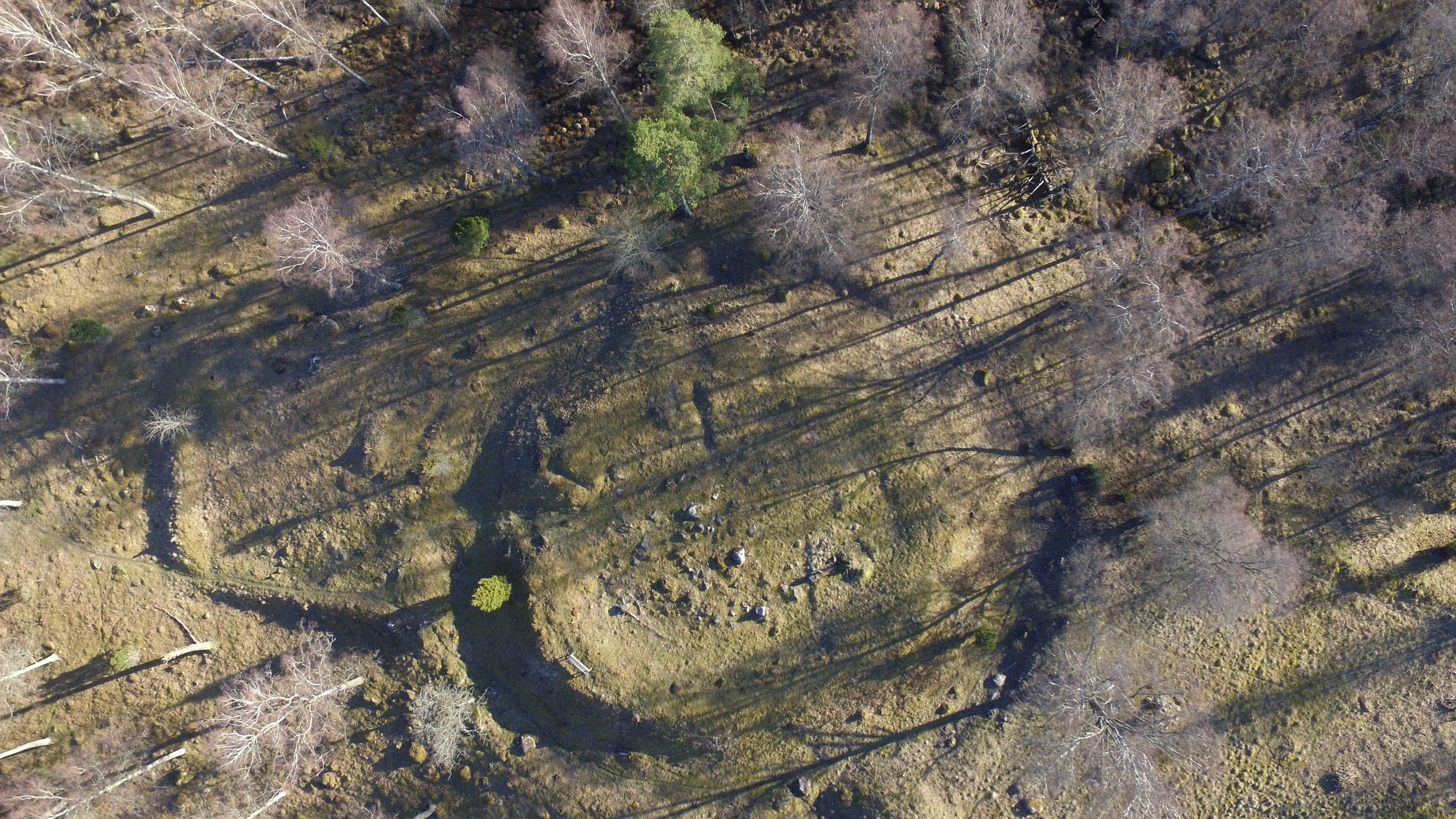
Foto rakt ovanifrån de centrala delarna, söder är uppåt.
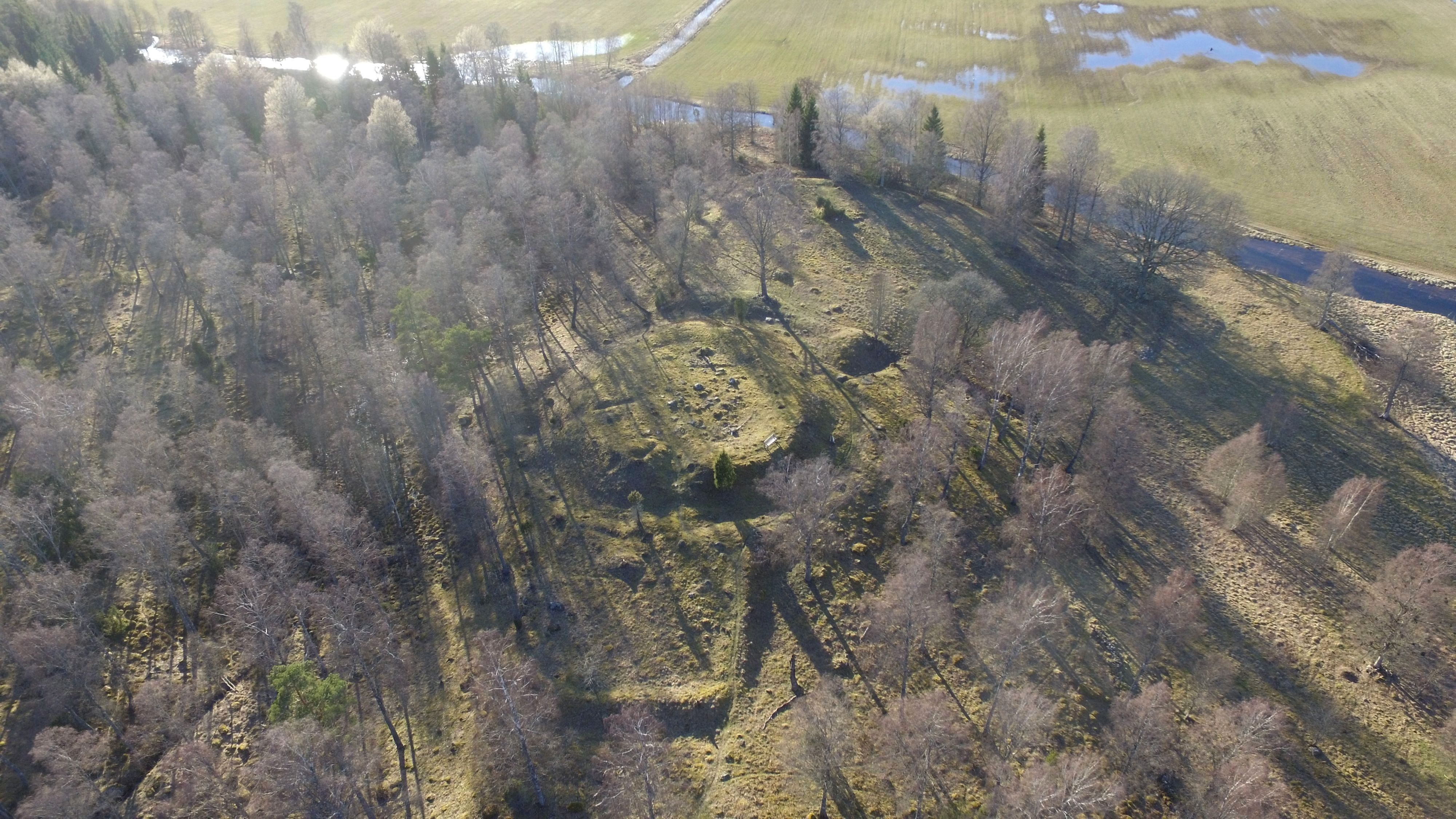
Motljusfoto från sydöst, utefter åsryggen.
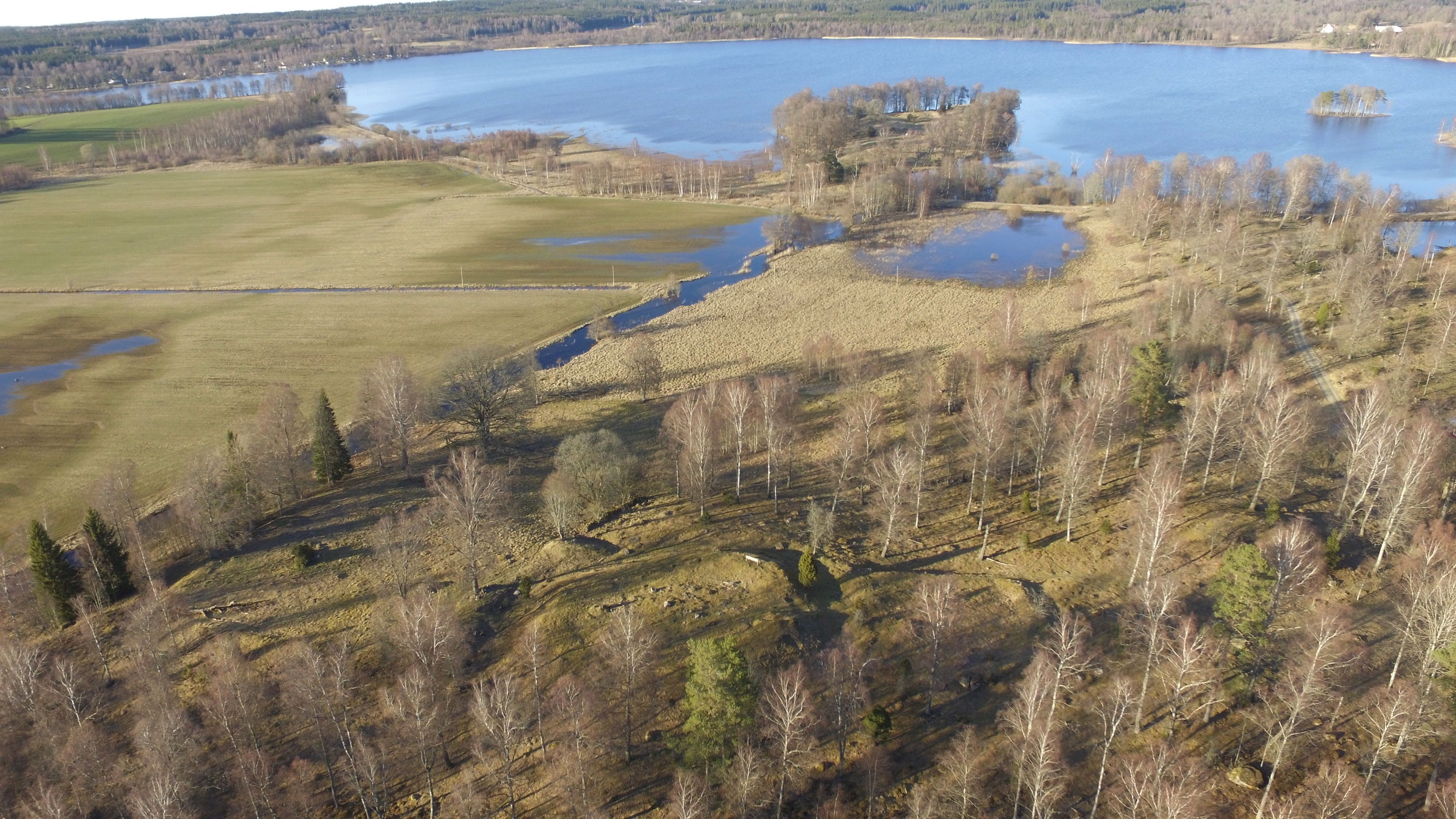
Vy över omgivningarna norrut. Från fornlämningen i nederkant är det ca 400 meter till Viskans utflöde i Mogden, och på en nutida halvö ligger ruinerna av den medeltida anläggningen Vädersholm.